# 정량동
정량동(貞梁洞)는 대한민국 경상남도 통영시의 행정동이다. 2011년 6월 30일을 기준으로 면적은 1.93km2이고, 인구는 4,992세대 11,627명이다.

## 법정동
- 동호동
- 정량동

## 관광

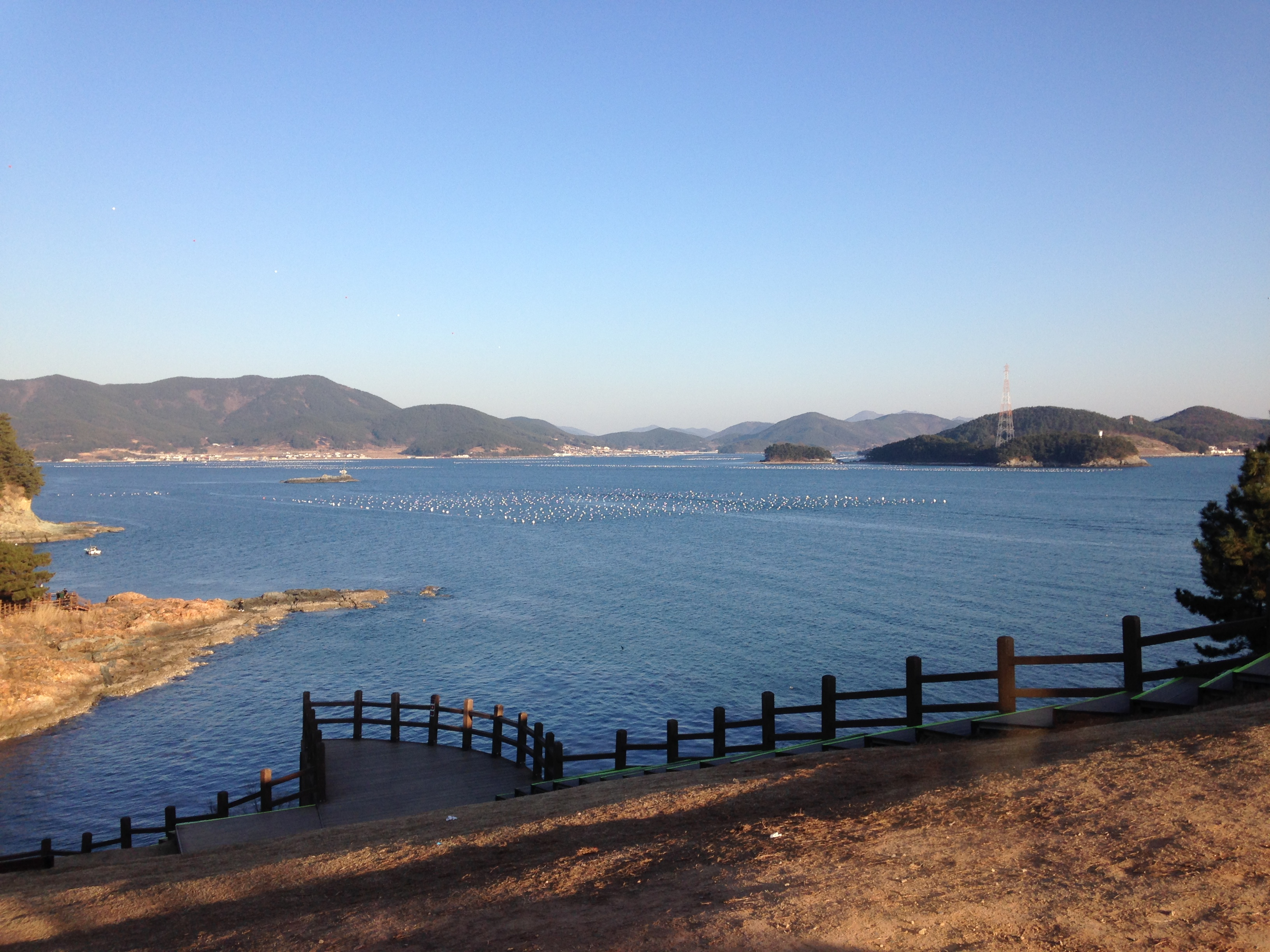
이순신 공원

- 남망산공원
- 이순신공원

## 교육
- 동원고등학교
- 충무고등학교
- 통영동중학교